# داگلاس چیاروتی
داگلاس چیاروتی (انگلیسی: Douglas Chiarotti) (زاده ۱۰ نوامبر ۱۹۷۰) بازیکن سابق تیم ملی والیبال برزیل که در المپیک‌های تابستانی ۱۹۹۲ و ۲۰۰۰ حضور داشت و در ۱۹۹۲ مدال طلا را کسب نمود. اصل او از کوبا است.